# Thomas Munkelt
Thomas Munkelt (Zedlitz, 3 de agosto de 1952) é um ex-atleta da Alemanha Oriental, campeão olímpico dos 110m com barreiras.
Barreirista de estilo clássico, ele dominou estas provas na Europa nos anos 70 e começo dos 80. Foi o primeiro no mundo a correr os 60 m c/ barreiras abaixo de 7,5s, quando esta ainda era uma prova masculina, ao marcar 7.48 em Budapeste, em 1983, com novo recorde mundial.
Ele começou a chamar a atenção internacionalmente quando venceu o primeiro de seus nove campeonatos nacionais da Alemanha Oriental e a Copa da Europa, em 1975. Apesar de um desempenho fraco nos Jogos Olímpicos de Montreal em 1976, no ano seguinte ele venceu a Copa do Mundo de Atletismo e o Europeu.
Seu grande momento veio nos Jogos Olímpicos de Moscou quando ganhou a medalha de ouro da prova, derrotando o ex-recodista mundial cubano Alejandro Casañas por 0,01s, tornando-se campeão olímpico.
Munkelt abandonou o atletismo em 1984, após a decisão do governo da Alemanha Oriental de acompanhar o boicote da União Soviética aos Jogos Olímpicos de Los Angeles.